# Gaetano Verna
Gaetano Verna (Faenza, 28 luglio 1900 – Bologna, 16 agosto 1958) è stato un attore e doppiatore italiano.

## Biografia
Attore prevalentemente teatrale. Negli anni venti fece parte della compagnia teatrale di Tilde Teldi; durante una rappresentazione, il 14 settembre 1925, al Teatro Nazionale di Milano, tentò il suicidio tagliandosi le vene del polso destro. Nel 1929 fu direttore artistico del Filodrammatica Berton di Riccione, riscuotendo un buon successo di critica e pubblico. Venne scritturato da Anton Giulio Bragaglia, direttore del Teatro delle Arti di Roma, per la stagione 1939-40 in cui interpretò Traiano nella Rappresentazione di Santo Ignazio. Nel 1951 Luchino Visconti lo scelse tra i protagonisti della prima rappresentazione teatrale italiana di Morte di un commesso viaggiatore.
Fu attivo al cinema come attore negli anni quaranta e cinquanta sia come protagonista che come caratterista, favorito dal suo fisico robusto, che lo rese un interprete sanguigno.
Piuttosto attivo nel campo del doppiaggio e socio della C.D.C., è noto per essere stato la voce principale dell'attore Spencer Tracy. Nel 1952 passò alla società concorrente A.R.S..
È morto a Bologna il 16 agosto 1958, all'età di 58 anni.

## Filmografia
- Campo di maggio, regia di Giovacchino Forzano (1935)
- Daniele Cortis, regia di Mario Soldati (1947)
- Una lettera all'alba, regia di Giorgio Bianchi (1948)
- L'uomo dal guanto grigio, regia di Camillo Mastrocinque (1948)
- Il nido di falasco, regia di Guido Brignone (1950)
- Il ladro di Venezia, regia di John Brahm (1950)
- Atto di accusa, regia di Giacomo Gentilomo (1950)
- Enrico Caruso, leggenda di una voce, regia di Giacomo Gentilomo (1951)
- Canzone di primavera, regia di Mario Costa (1951)
- Quattro rose rosse, regia di Nunzio Malasomma (1951)
- Don Lorenzo, regia di Carlo Ludovico Bragaglia (1952)
- Sensualità, regia di Clemente Fracassi (1952)
- Canzone appassionata, regia di Giorgio Simonelli (1953)
- L'arte di arrangiarsi, regia di Luigi Zampa (1954)
- Il bigamo, regia di Luciano Emmer (1955)

## Prosa radiofonica

### EIAR
- I ragazzi, di Antonio Greppi, trasmessa nel 1935[8]
- Storia di burattini, di Luigi Antonelli, trasmessa nel 1935[9]
- Il congedo, di Renato Simoni, regia di Aldo Silvani, trasmessa nel 1936[10]
- Rinascita, di Ferruccio Cerio, regia di Aldo Silvani, trasmessa nel 1937[11]
- Il Passatore, di Augusto Donnini e Guglielmo Zorzi, regia di Aldo Silvani, trasmessa il 17 febbraio 1937[12]
- Orione, di Ercole Luigi Morselli, regia di Aldo Silvani, trasmessa nel 1937[13]

### Rai
- Oliver Twist, di Charles Dickens, regia di Anton Giulio Majano, trasmesso il 25 aprile 1950
- Displaced Persons, di Vito Blasi e Anna Luisa Meneghini, regia di Franco Rossi, trasmessa nel 1951
- Il mio migliore nemico, di Massimo Franciosa, regia di Giandomenico Giagni, trasmessa nel 1954[14]
- La torre sul pollaio di Vittorio Calvino, regia di Umberto Benedetto, trasmessa il 4 dicembre 1956.
- La moglie ingenua e il marito malato, di Achille Campanile, regia di Umberto Benedetto, trasmessa nel 1956
- Il detergente sovrano, di Charles Hatton, regia di Amerigo Gomez, trasmessa nel 1956
- La moglie ingenua e il marito malato, di Achille Campanile, regia di Umberto Benedetto, (1957)
- Perduto nelle stelle, di Maxwell Anderson e Kurt Weill, regia di Anton Giulio Majano, trasmessa nel 1957
- La torre sul pollaio, di Vittorio Calvino, regia di Umberto Benedetto, trasmessa nel 1957

## Doppiaggio

### Cinema
- Spencer Tracy in La città dei ragazzi, Gli uomini della città dei ragazzi, Missione segreta, Joe il pilota, La settima croce, Omertà,  Il padre della sposa, Papà diventa nonno, Il dottor Jekyll e Mr. Hyde, Passaggio a nord ovest, Questa donna è mia, Prigioniera di un segreto, Il mare d'erba, Lo stato dell'Unione, Senza Amore, Lui e lei, La costola di Adamo, Il giudice Timberlane, Edoardo mio figlio, Malesia e La febbre del petrolio
- Lee J. Cobb in Il capitano di Castiglia
- Paul Douglas in Bandiera gialla, Lettera a tre mogli
- Charles Bickford in Forza bruta, Quando torna primavera, Bernadette, Il marchio di sangue
- Ward Bond in La carovana dei mormoni, I ribelli del porto, Romanzo del West, Sotto i cieli dell'Arizona
- Millard Mitchell in Cantando sotto la pioggia, Doppia vita
- Thomas Mitchell in Le chiavi del paradiso
- Leo Carrillo in La croce di fuoco
- Thurston Hall in La città del peccato
- Herbert Heyes in Un posto al sole
- John Litel in La storia del generale Custer
- William Demarest in La notte ha mille occhi
- Nicholas Joy in Barriera invisibile
- Eugene Pallette in Sposa contro assegno, L'uomo questo dominatore, Mr. Smith va a Washington
- Drew Pearson in Ultimatum alla Terra
- Pat O'Brien in Gli angeli con la faccia sporca, Zona torrida
- Victor McLaglen in Il massacro di Fort Apache, Gunga Din, I cavalieri del Nord Ovest
- Herbert Marshall in Duello al sole, Il filo del rasoio
- Chuck Robertson in Il grande paese
- Robert Preston in Sangue sulla luna
- Fritz Kortner in Il bandito senza nome
- Alexander Granach in Anche i boia muoiono, Il club del diavolo
- Ben Carter in Agguato sul fondo
- Albert Dekker in L'isola della gloria
- Laird Cregar in Il cielo può attendere
- Fortunio Bonanova in La matadora
- Thomas Gomez in La febbre dell'oro nero
- George Brent in Letti gemelli, La scala a chiocciola
- Robert Newton in L'isola del tesoro, Fuggiasco
- Ray Collins in L'ereditiera
- Leo G. Carroll in Il caso Paradine
- Carlo Tamberlani in Il fornaretto di Venezia
- Ugo Attanasio in Lo sceicco bianco
- Paul Harvey in La conquista del West
- John Hamilton in Amore selvaggio
- Nestor Paiva in L'ispettore generale
- Richard Eastham in Follie dell'anno
- Gildo Bocci in La banda degli onesti
- Charles Laughton in Le sei mogli di Enrico VIII

### Animazione
- Brucaliffo in Alice nel Paese delle Meraviglie di Walt Disney (1951)